# Tayan Khan
Tayang Khan (mongol : Таян хан; persan : تايانك خان, mort en 1204) est un khan des Naïmans.

## Biographie
Selon l'Histoire secrète des Mongols, il était physiquement faible et à sa naissance, son père Inancha Bilge ne croyait pas que son fils survivrait jusqu'à l'âge adulte, c'est pourquoi il était également appelé Torluq Tayang (Tayang le faible),.

### Règne
Il succède à son père vers 1200. Il épouse sa propre belle-mère Gürbesu dans un mariage en lévirat. Son frère aîné était Buyruq Khan. Son ordo vivait sur les rives de l'Irtych Noir.
En 1200, il aide un frère de Toghril, Jaqa Gambu (également connu sous le nom de Kereyidei), qui se réfugie auprès de Tayang Khan. Après une défaite en 1203 face à Temunjin, Toghrul s'enfuit vers les territoires naiman. Une patrouille de Naiman dirigé par Qori Sübeči ne le reconnaît pas et l'exécute sur place. Lorsque Tayang reçoit la tête de Toghril, il devient furieux envers ses hommes, estimant que cette acte est déshonorant et barbare, puis il l'a recouvre d'argent et l'a fait suspendre au dessus de son trône. Voyant la défaite de Toghril, autrefois puissant, il décide d'agir contre Temunjin d'abord contre le conseil de son khatun Gürbesu et du général Sabraq.
En 1203, il tente de rejoindre Alaqush Tegin d'Öngüt, khan régnant au nord du Shanxi, pour marcher ensemble sur Gengis Khan. Cependant, Alaqush informe Gengis à l'avance de la marche de Tayang.
Les armées se rencontrent pour la première fois le 17 mai 1204 dans les monts Khangaï. Les patrouilles de Naiman ont vaincu une avant-garde de l'armée de Gengis. Gengis, avec une armée bien moindre, ordonne à tous ses hommes d'allumer cinq feux de camp par homme autour de la tente. Les patrouilles de Naiman enquêtent sur le grand nombre d'incendies et informent Tayang. Tayang consulte son fils Kütchlüg sur la prochaine étape, lui conseillant une retraite et une guérilla. Kuchlug parle cependant avec arrogance, insultant Tayang et l'accusant d'être un lâche.
Tayang en colère traverse la rivière Orkhon le lendemain, où il est rejoint par les forces de Djamuqa, Toktoqa (khan des Merkit ) et Quduqa (khan des Oïrats). Plus tard, ils rencontrent les forces de Temujin lors de la bataille des treize camps. Cependant, il se retire bientôt en voyant Djebé, Subötaï, Khubilai et Djelmé. Voyant son hésitation, Jamukha quitte les Naimans. Plus tard, les Naïmans, moins nombreux, sont pris dans une embuscade nocturne par Gengis. Tayang lui-même est tué alors qu'il tentait de s'échapper.

### Descendance
Sa femme Gürbesu est capturée par Temunjin et devient par la suite son épouse, tandis que son fils Kütchlüg s'est réfugié chez son oncle Buyruq khan, le frère de Tayang.